# 阿福豆苷
阿福豆苷（也称为山柰酚-3-O-鼠李糖苷，Kaempferol 3-O-rhamnoside）是一种天然的黄酮苷，分子式C21H20O10，是山柰酚的3-O-鼠李糖苷，存在于香睡蓮（Nymphaea odorata）等多种植物中。